# 505 Games
505 Games S.p.A., outrora conhecida como 505 Game Street, é uma divisão da publicadora de jogos eletrônicos da companhia italiana, Digital Bros. A companhia também mantém uma divisão britânica em Milton Keynes e uma divisão norte-americana em Los Angeles aberta em maio de 2008.
Desde que foi fundada a companhia publicou vários títulos como: Sniper Elite 3, Payday 2, Assetto Corsa, Brothers: A Tale of Two Sons, Terraria, Cooking Mama, Zumba Fitness, Defense Grid 2, Deep Black, Abzû e Control

## Jogos eletrônicos publicados

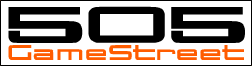
Logo da empresa ainda como 505 Game Street

505 atualmente publica jogos nos territórios PAL e América do Norte para PlayStation 2, PlayStation 3, Wii, Xbox 360, Nintendo DS, PSP, e sistema operacional Windows, e anteriormente para Game Boy Advance, PlayStation e Xbox.
Alguns jogos mais importantes publicados pela companhia em regiões PAL incluem Cooking Mama e as suas continuações, ArmA: Armed Assault, ArmA II, Harvest Moon: A Wonderful Life Special Edition, Magna Carta: Tears of Blood, Stella Deus: The Gate of Eternity, Fashion Designer: Style Icon e títulos nas séries Bust-a-Move e Armored Core. Adicionalmente ela publicou certos títulos de nicho mais obscuros, como os jogos Graffiti Kingdom e Michigan, que podem não ter ganho um lançamento PAL de outra maneira. O primeiro jogo lançado pela marca dos Estados Unidos foi uma adaptação  do filme Hotel for Dogs.
Além dos jogos de preço altos, a companhia também publicou a linha Simply 20 de títulos caros para o PlayStation 2, a maior parte dos quais se originam da série da série Simple 2000 da D3 Publisher. A variedade também inclui jogos de outras companhias além da D3, notavelmente um grande número de shoot 'em ups em 2D da Taito. Contudo, a D3 Publisher da Europa agora tem os direitos de publicação europeus da série Simple, e parece que a linha 20 da 505 foi descontinuada por causa disto.

## Portal de jogo online
505 Games também está envolvida com o portal de jogos Game Tribe, que contém importações asiáticas como Bust a Move Online, Kicks, KongKong e Dream of Mirror Online.

## Crítica
A companhia tem sido criticada pelos métodos não claros de publicação em particular quanto aos títulos de nicho japonês; as versões PAL de Ar Tonelico, Raw Danger e Fire Pro Wrestling Returns por exemplo são oficialmente lançados, mas parece ter um lançamento limitado somente na França e Itália que muitas pessoas não têm certeza de sua existência. Wild Arms 5 por outro lado foi anunciado primeiro para 30 de novembro de 2007, depois adiado para 22 de fevereiro de 2008, somente, para ser lançado somente em 11 de abril de 2008 em quantidades limitadas assim como os jogos mencionados acima. Além do mais, Wild Arms 5 nunca foi lançado na Austrália (outro território PAL). O seu predecessor Wild Arms 4 também foi publicado pela 505 Games, mas sofreram de um defeito que fazia o jogo entrar em choque se jogado no modo 50 Hz.